# 三道具

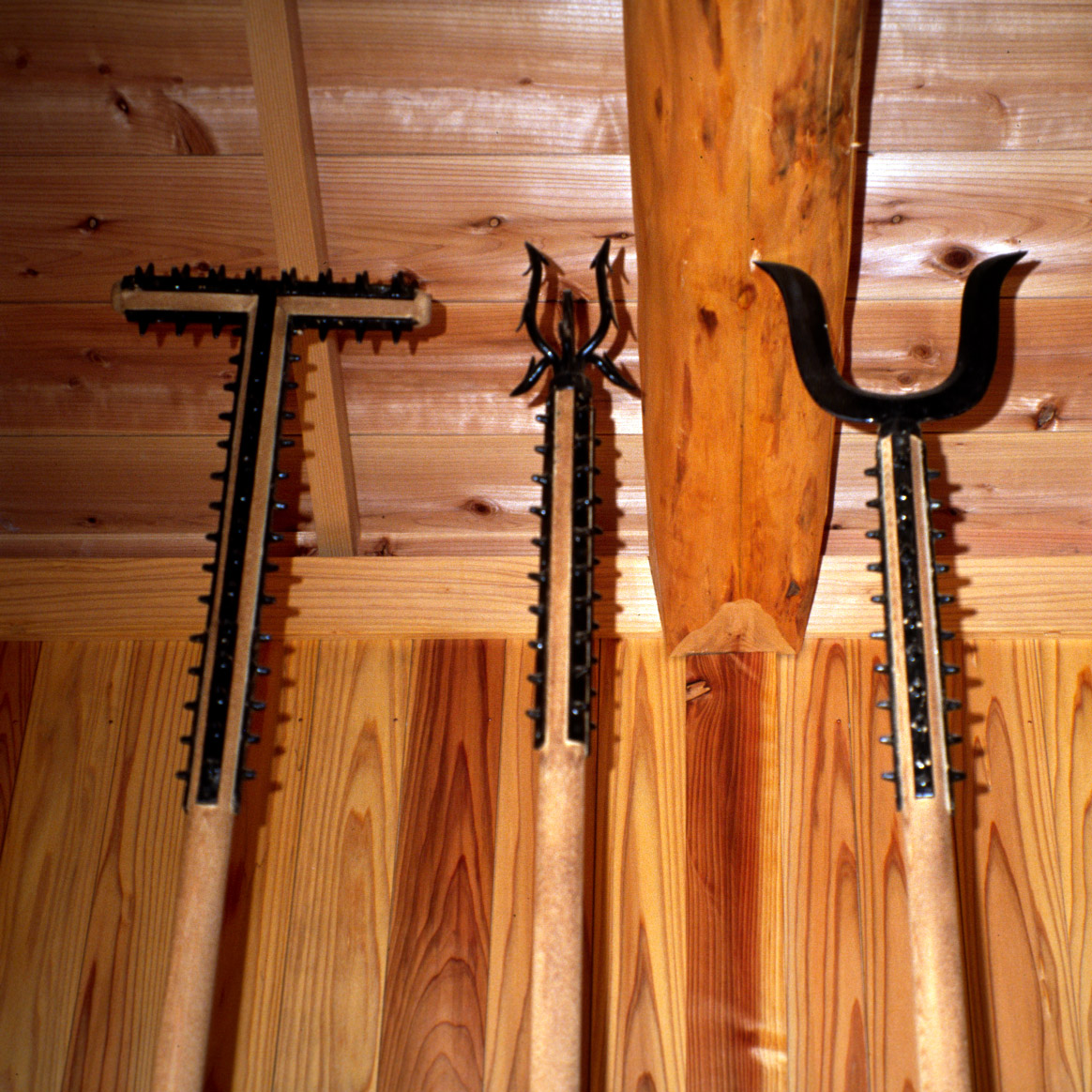
左から突棒・袖搦・刺叉

三道具（みつどうぐ）とは、刺股・突棒・袖搦の三種類の捕り物用の道具（捕具）の総称である。
または、仕事道具で、特に重要な三種類の道具を言う。

## 概要
三道具は、江戸時代などにおいて犯罪の容疑者を捕獲するための道具である。これらは、非致死性の武器（ポールウェポン）ではあったが、被捕縛者が負傷する場合もある荒っぽいもので、対象者が苦痛で抵抗する気力を失ったところで捕らえる道具である。
柄の部分には、先端部周辺は金属の板が補強に用いられ、刀などで払われても破損することがないようになっていたほか、ここを握り締めて抵抗したり逆に奪われないよう、鋭い刺が生えていた。これで対象者を押さえつけたり叩いたりする訳だが、これを受ける側は抵抗するほどに細かい擦り傷や引っかき傷を負うことになり、その視覚的な「痛そうな雰囲気」もあって対象を威圧する効果があった。
使用時には、複数の捕方（逮捕するための人員）が各々これらの道具を手に持って、よってたかって突いたり引き倒したり押さえ付けたりする。